# Serge Kiambukuta
Serge Kiambukuta, de son vrai nom Serge N'levo Nzobazola, né à Léopoldville le 19 septembre 1953 et mort à Créteil le 1er mai 2022 des suites d'un cancer de la gorge, frère de Josky Kiambukuta et père biologique du rappeur français Ninho,,,,, est un artiste musicien congolais.

## Biographie

### Carrière
Il commence son parcours d'abord en tant que professeur de Français, à l'école centrale Ngombe-Matadi dans la province du Kongo-Central vers les années 1970,. Il se fait découvrir plus tard dans la sphère musicale congolaise évoluant au sein du groupe  Grand Zaiko Wawa de Pépé Felly Manuaku]m aux côtés de Shimita, Lukombo, Cheikedan, ainsi que Grand mukanya,,,.
Il compte dans son actif plusieurs chansons à succès, telles que Monsieur raison, Tempête du désert, Amour perdu, pardon Papa. Il collabore plusieurs fois avec les grands noms de la musique congolaise dont Madilu System et son frère Josky,,,.

### Décès
Serge Kiambkuta meurt cinq mois après la sortie du 3e album (Jefe) de son fils Ninho, à l'âge de 68 ans, à l’hôpital Henri-Mondor où il était résident depuis plusieurs années.